# Lankascincus merrill
Lankascincus merrill — вид сцинкоподібних ящірок родини сцинкових (Scincidae). Ендемік Шрі-Ланки. Описаний у 2020 році.

## Поширення і екологія
Lankascincus merrill відомі з типової місцевості, розташованої в горах Раквана в окрузі Матара на півдні острова Шрі-Ланка, на висоті 1040 м над рівнем моря. Вони живуть у вологих тропічних лісах, серед опалого листя і під поваленими деревами. Ведуть денний спосіб життя. Самиці відкладають 2 яйця.